# Modalen
Modalen è un comune norvegese della contea di Vestland.